# Nazionale femminile di calcio dell'Ecuador
La nazionale di calcio femminile dell'Ecuador è la rappresentativa calcistica femminile internazionale dell'Ecuador, gestita dalla locale federazione calcistica (FEF).
In base alla classifica emessa dalla FIFA il 15 marzo 2024, la nazionale femminile occupa il 68º posto del FIFA/Coca-Cola Women's World Ranking.
Come membro della CONMEBOL, partecipa a vari tornei di calcio internazionali, tra i quali il Campionato mondiale FIFA, la Copa América Femenina, i Giochi olimpici estivi, i Giochi panamericani e i tornei a invito.
Il miglior risultato conseguito dalla nazionale femminile ecuadoriana è rappresentato dalla partecipazione alla fase a gironi del campionato mondiale 2015 e dal terzo posto alla Copa América 2014.

## Storia
Nel 1995 la nazionale ecuadoriana fece il suo esordio internazionale alla seconda edizione del campionato sudamericano, perdendo la prima partita contro il Brasile per 13-0. Il torneo venne poi concluso al quarto posto nel girone. Nell'edizione 1998 superò la fase a gironi col secondo posto nel gruppo B alle spalle dell'Argentina; dopo aver perso nettamente in semifinale dal Brasile, perse anche la finalina contro il Perù dopo i tiri di rigore, concludendo il torneo al quarto posto. Nelle tre edizioni successive del campionato sudamericano non riuscì a superare la fase a gironi.

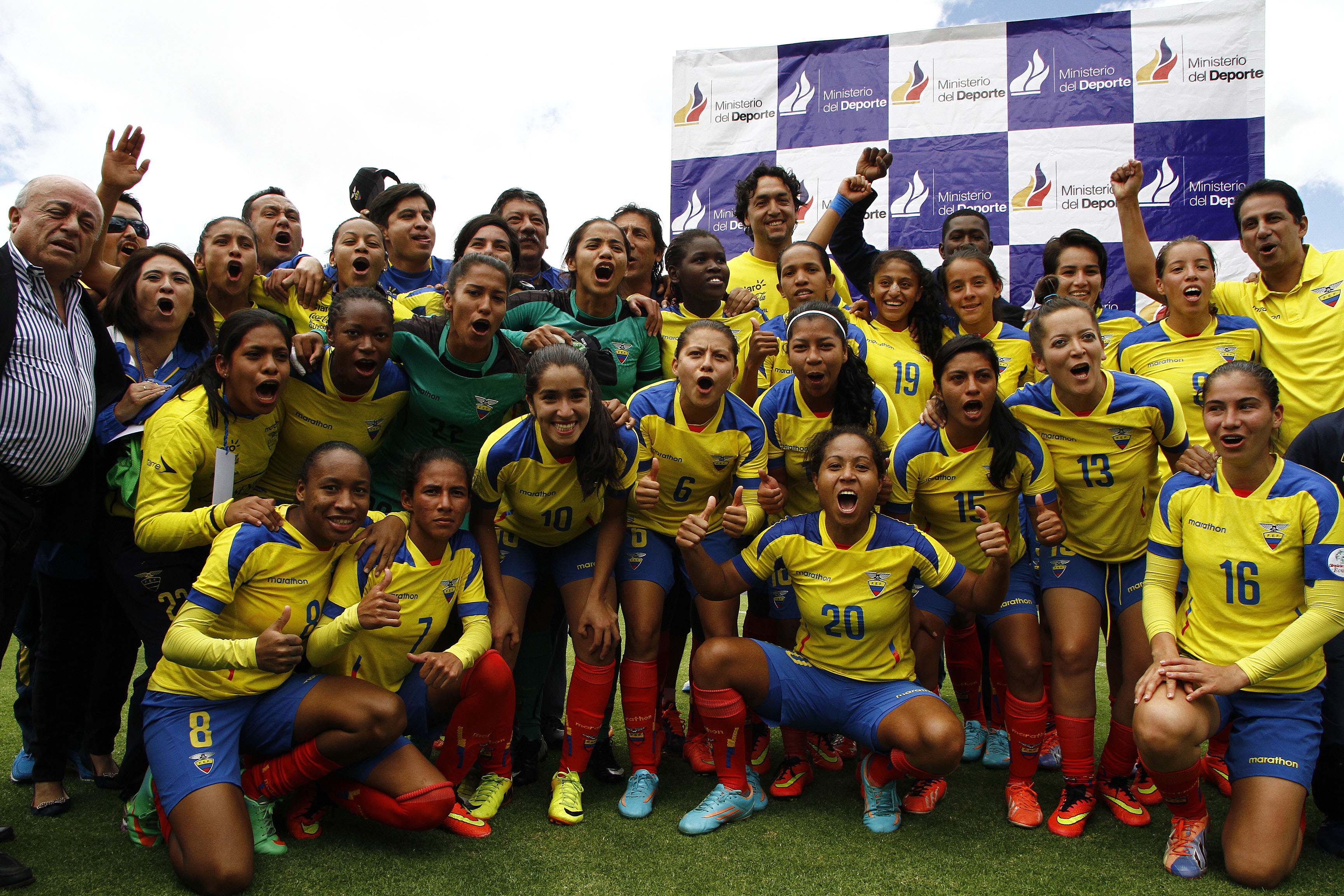
La nazionale ecuadoriana festeggia la qualificazione al campionato mondiale 2015.

Nel 2014 il campionato sudamericano, che era stato rinominato Copa América Femenina, venne organizzato in Ecuador e la nazionale di casa superò la fase a gironi col secondo posto in classifica, grazie alla migliore differenza reti rispetto all'Uruguay. Nel quadrangolare finale perse le partite contro Brasile e Colombia, ma battendo l'Argentina in rimonta nella terza partita, concluse il torneo al terzo posto, che le consentì di accedere allo spareggio per un posto al campionato mondiale 2015. Nello spareggio l'Ecuador affrontò Trinidad e Tobago, quarta classificata nella CONCACAF Women's Championship 2014. La gara d'andata, giocata a Quito, si concluse sullo 0-0, mentre nel ritorno a Port of Spain la nazionale ecuadoriana vinse per 1-0, grazie a un rete realizzata da Mónica Quinteros nei minuti di recupero del secondo tempo, qualificandosi al mondiale per la prima volta. Al campionato mondiale 2015, organizzato in Canada, l'Ecuador venne sorteggiato nel gruppo C con Giappone, Camerun e Svizzera. Dopo aver perso per 6-0 la partita d'esordio contro il Camerun, la nazionale ecuadoriana perse la seconda partita contro la Svizzera per 10-1, partita che eguagliò il record del maggior numero di reti realizzate in una sola partita al campionato mondiale femminile. Perse anche la terza partita contro il Giappone, concluse il raggruppamento all'ultimo posto e venne eliminata.
Nelle edizioni 2018, 2022 e 2025 della Copa América la nazionale ecuadoriana non riuscì a superare la fase a gironi.

## Partecipazione ai tornei internazionali
Legenda: Grassetto: Risultato migliore, Corsivo: Mancate partecipazioni

## Tutte le rose

### Campionato mondiale
Coppa del Mondo FIFA 20151 Berruz, 2 Ortiz, 3 Aguilar, 4 Zambrano, 5 Olvera, 6 Ponce, 7 Rodríguez, 8 Vásquez, 9 Lattanzio, 10 Torres, 11 Quinteros, 12 Tobar, 13 Riera, 14 Caicedo, 15 Palacios, 16 Moreira, 17 Salvador, 18 Barré, 19 Real, 20 Pesántes, 21 Velarde, 22 Vera, 23 Jácome, CT: Arauz

### Copa América Femenina
Copa América Femenina 20141 Berruz, 2 Ortíz, 3 Aguilar, 4 Zambrano, 5 Olivera, 6 Ponce, 7 Rodríguez, 8 Vásquez, 9 Lattanzio, 10 Torres, 11 Caicedo, 12 Vera, 13 Vasconez, 14 Jhonson, 15 Carchipulla, 16 Moreira, 17 Angulo, 18 Barre, 19 Carranza, 20 Pensates, 21 Bowen, 22 Casierra, CT: Arauz
Copa América Femenina 20181 Berruz, 2 Fajardo, 3 Angulo, 4 Cuadra, 5 Olvera, 6 Ponce, 7 Rodríguez, 8 Vásquez, 9 Lattanzio, 10 Palacios, 11 Riera, 12 Vera, 13 Caicedo, 14 Ferrín, 15 Torres, 16 Moreira, 17 Mayorga, 18 Gracia, 19 Real, 20 Pesantes, 21 Charcopa, 22 Tobar, CT: Villón